# Eddy Sylvestre
Eddy Sylvestre Negadi (sinh ngày 29 tháng 8 năm 1999) là một cầu thủ bóng đá chuyên nghiệp người Pháp thi đấu ở vị trí tiền vệ cho câu lạc bộ Grenoble tại Ligue 2.

## Sự nghiệp
Sylvestre có màn ra mắt chuyên nghiệp cho Nice trong thất bại 2–0 trước Strasbourg vào ngày 22 tháng 12 năm 2018. Anh gia nhập Auxerre với bản hợp đồng cho mượn một năm vào năm 2019.
Vào tháng 10 năm 2020, Sylvestre ký hợp đồng với câu lạc bộ Bỉ Standard Liège.
Ngày 15 tháng 7 năm 2021, anh gia nhập Pau theo dạng cho mượn. Anh trở lại Pau với hợp đồng vĩnh viễn vào cuối mùa giải.

## Đời tư
Mặc dù sinh ra ở Pháp, Sylvestre là người gốc Algérie.